# Кэмпбелл, Нейл, 10-й герцог Аргайл
Нейл Диармид Кэмпбелл, 10-й и 3-й герцог Аргайл (англ. Niall Diarmid Campbell, 10th and 3rd Duke of Argyll; 16 февраля 1872 — 20 августа 1949) — шотландский аристократ, пэр и историк.

## Предыстория
Родился 16 февраля 1872 года. Единственный сын капитана лорда Арчибальда Кэмпбелла (1846—1913) и его жены Джейни Севилья Калландер (1846—1923), дочери Джеймса Генри Калландера. Внук Джорджа Кэмпбелла, 8-го герцога Аргайла (1823—1900). Его дядя Джон Кэмпбелл, 9-й герцог Аргайл (1845—1914) был женат на принцессе Луизе Великобританской (1848—1939), дочери королевы Виктории.
Нейл Кэмпбелл получил образование в школе Сент-Джордж в Аскоте, затем учился в частной школе Чартерхаус в графстве Суррей. Закончил колледж Крайст-черч в Оксфорде, где получил степень бакалавра искусств в 1896 году. Он был принят в Мидл-Темпл 1 ноября 1894 года и ушёл, не будучи вызванным в коллегию адвокатов в 1917 году.
2 мая 1914 года после смерти своего бездетного дяди, Джона Кэмпбелла, 9-го герцога Аргайла, Нейл Кэмпбелл унаследовал титулы 10-го и 4-го герцога Аргайла, а также различные наследственные титулы и должности.

## Карьера
После получения наследства Кэмпбелл стал почётным полковником 8-го батальона Аргайл-сатерлендского хайлендского полка до своей отставки в 1929 году. Он также был почётным полковником 15-го (канадского) Аргайлского лёгкого пехотного полка.
Будучи заместителем лейтенанта с 1914 года, Нейл Кэмпбелл был назначен лордом-лейтенантом Аргиллшира в 1923 году, и эту должность он занимал до самой своей смерти в 1949 году. Его резиденцией был замок Инверэри, Аргайл, и он был похоронен в приходской церкви Килмуна.

## Личная жизнь
Прозванный «самым живописным герцогом Шотландии», Нейл Кэмпбелл ненавидел телефоны и автомобили и позволял себе эксцентричное поведение, в том числе приветствовал туристов сольными концертами из итальянских опер. Последние годы своей жизни он провёл в так называемом «монашеском уединении».
Опасаясь, что эксцентричность его материнских отношений может быть унаследована, он никогда не женился и умер бездетным в 1949 году.
Его сменил на посту герцога его двоюродный брат, Иэн Дуглас Кэмпбелл (1903—1973), внук третьего сына Джорджа Кэмпбелла, 8-го герцога Аргайла.

## Титулатура
- 10-й герцог Аргайл (с 2 мая 1914)
- 3-й герцог Аргайл (с 2 мая 1914)
- 7-й барон Гамильтон из Хэмилдона (с 2 мая 1914)
- 6-й барон Саундбридж из Кумбанка (с 2 мая 1914)
- 12-й баронет Кэмпбелл из Ланди, Форфаршир (с 2 мая 1914)
- 13-й лорд Кинтайр (с 2 мая 1914)
- 10-й граф Кэмпбелл и Коуэл (с 2 мая 1914)
- 10-й виконт Лохоу и Гленила (с 2 мая 1914)
- 10-й маркиз Кинтайр и Лорн (с 2 мая 1914)
- 19-й лорд Лорн (с 2 мая 1914)
- 20-й лорд Кэмпбелл (с 2 мая 1914)
- 10-й лорд Инверэри, Малл, Морверн и Тири (с 2 мая 1914)
- 19-й граф Аргайл (с 2 мая 1914).